# АНТК Антонов
Државно предузеће Антонов (укр. Держа́вне підприє́мство «Анто́нов»), раније Авијацијски научно-технички комплекс Олега Константиновича Антонова или АНТК Антонов, организација је за научно-истраживачки рад и производњу авиона у Украјини, основана 1946. године под називом ОКБ-153 (рус. опытно-конструкторское бюро). Након смрти оснивача и дугогодишњег главног конструктора Олега Антонова 1984, организација је добила име по њему. Укупно је развијено и произведено више од сто типова и варијанти авиона различитих класа и намена. Међу најпознатијима су Ан-2 „Кукурузник”, са 18 000 произведених примерака, Ан-22 „Антеј”, Ан-124 „Руслан” и Ан-225 „Мрија”.
Данас АНТК Антонов чини колектив са великим искуством, с конструкционим бироом, лабораторијама за разне области, верификационим и оперативним испитивањима у лету, као и са оперативно-експлатиционом подршком, за све типове авиона. Као компанију под управом државе, украјинска влада покушала је неколико пута да неуспешно реструктурира. Раздвојена су предузећа Конструкциони биро Антонова, фабрика авиона „Авиант” из Кијева и Харковска фабрика авиона. 26. јануара 2016. године појавила се званична информација Министарства привреде Украјине да је концерн АНТК Антонов распуштен, а сва производња пребачена »Укроборонпрому« (Наменској индустрији Министарства одбране Украјине).

## Историјат

### Почеци 1930-е
Олег Константинович Антонов је имао серију произведених једрилица за основну обуку и пре него што је завршио Лењинградски политехнички институт 1930. Његова прва једрилица је добила име ОКА-1 Голуб (рус. Голубь), а јавности је представљена на другом савезном такмичењу једрилица на Криму у лето 1924. Њен је конструктор имао свега 18 година и сасвим је разумљиво да су биле потребне извесне поправке да би могла уопште да полети. По завршетку студија, Антонов се придружио московској фабрици једрилица као главни инжењер, а касније и главни конструктор и у том периоду констуисао је своју прву једрилицу са помоћним мотором за полетање ОКА-33, која се производила у току 1937. године.
Фабрика једрилица у Москви је затворена 1938. године, а након што је Антонов одбијен за пријем у Војну ваздухопловну академију Жуковски, почео је да ради, за тада већ познатог совјетског конструктора А. С. Јаковљева. Први му је задатак био копирање немачког авиона Физелер Fi 156 Шторх који се производио по лиценци у Литванији. Касније је, у току Другог светског рата, победио на конкурсу за лаки транспортни авион са својим предлогом РФ-8, који је почетком 1941. почео да се производи под називом А-7. Такође је као инжењер конструкционог бироа Јаковљева имао прилику да надгледа производњу неких од најуспешнијих совјетских ловаца у том периоду, Јак-3 и Јак-9, а након завршетка рата је радио на једном од првих совјетских млазних ловаца Јак-15.
Једрилице конструисане од стране О. К. Антонова.
| Ознака типа                                                                  | Варијанте и назив типа | Први лет     | Намена                                            | Производња      |
| Једрилице конструисане у периоду од 1926—1930.                               |                        |              |                                                   |                 |
| ОКА-I                                                                        | Голуб, (рус. )         | 1924.        | Школска једрилица (први рад О. К. Антонова)       | експериментална |
| ОКА-II                                                                       |                        |              | Једрилица                                         |                 |
| ОКА-III                                                                      |                        | 1928.        | Једрилица                                         |                 |
| ОКА-V                                                                        | Стандард-1, (рус. Стандарт-1)    |              | Једрилица                                         |                 |
| ОКА-VI                                                                       |                        |              | Једноседа једрилица високих перформанси.          |                 |
| ОКА-VII                                                                      | Стандард-2, (рус. Стандарт-2)    | 1930.        | Једрилица                                         |                 |
| Лењинов град                                                                 | (рус. )                |              | (рус. )                                           |                 |
| Једрилице конструисане у периоду од 1930—1938. (московска фабрика једрилица) |                        |              |                                                   |                 |
| Антонов А-1                                                                  |                        | 1930.        | Успешна једрилица развијена на ОКА-VII једрилици  |                 |
|                                                                              | Ус-1 и Ус-2            | 1931.        | Ус (рус. ) - једрилица за обуку                   |                 |
|                                                                              | Ус-3                   | 1932.        | Прва совјетска једрилица у масовној производњи    | серијски (1600) |
|                                                                              | Ус-4                   |              | Једрилица за обуку                                | серијски (3000) |
|                                                                              | Бс - 3, 4, 5           | 1934—1936.   | БС од (рус. буксировочные планеры)                                     |                 |
| УПАР                                                                         | УПАР од (рус. Учебный паритель)        |              | Једрилица развијена на Ус-3                       | серијски (800)  |
|                                                                              | Пс-1 и Пс-2            |              |                                                   |                 |
| ОКА-13                                                                       | (рус. )                | 1932.        |                                                   |                 |
| ОКА-14                                                                       | (рус. )                | 1933.        |                                                   |                 |
| Рот Фронт - 1, 2, 3, 4                                                       | Голуб, (рус. )         | 1933.        | Спортске једрилице                                | серијски        |
| Рот Фронт - 5, 6, 7                                                          | Голуб, (рус. )         |              | Спортске једрилице                                | серијски        |
| Антонов А-2                                                                  |                        | 1936.        | Двоседа једрилица развијена на основу Антонов А-1 |                 |
|                                                                              | Ус-5 и Ус-6            |              |                                                   |                 |
| РЕ                                                                           |                        |              |                                                   |                 |
|                                                                              | РЭ - 1, 2, 3, 4, 5, 6  |              | Експерименталне једрилице за испитивања           | испитивање      |
| ИП, М, БА-1                                                                  |                        |              | Серија експерименталних једрилица                 |                 |
| Једрилице конструисане у периоду од 1939—1946. (ОКБ им. Јаковљева)           |                        |              |                                                   |                 |
| ОКА-37                                                                       | Антонов Лем-2          | 1937.        | Једрилица за истраживање макс. носивости          | експериментална |
| ОКА-38                                                                       | ШС, СС-2, Рода (рус. Аист) | 1940.        | Штабни авион, копија Физелера Fi 156.                   |                 |
|                                                                              | Антонов Н-2            |              | Амбулантна верзија авиона ШС                      |                 |
| Рот Фронт - 8                                                                |                        | 1940.        |                                                   |                 |
|                                                                              | Антонов А-7            |              | Увећана једрилица РФ-8 за превоз 7 војника А-7    | серијски (600)  |
| Антонов А-40                                                                 | Летећи тенк, (рус. летающий танк)   | 1942.        |                                                   | експериментална |
| Једрилице конструисане након 1946.                                           |                        |              |                                                   |                 |
| Антонов А-9                                                                  |                        | 1. 1949.     |                                                   |                 |
| Антонов А-10                                                                 |                        |              |                                                   |                 |
| Антонов А-11                                                                 |                        | 1957.        |                                                   |                 |
| Антонов А-13                                                                 |                        | 5. 5. 1958.  |                                                   |                 |
|                                                                              | А-13М                  | 1959.        | Експериментална једрилица са мотором              |                 |
|                                                                              | Антонов Ан-13          |              | Једрилица А-13 са млазним мотором                 |                 |
| Антонов А-15                                                                 |                        | 26. 3. 1960. | Антонова једрилица високих перформанси            |                 |

### Оснивање 1946.
Биро је формиран 31. маја 1946, с резолуцијом Централног комитета Комунистичке партије Совјетског Савеза и Савета министара Совјетског Савеза у Новосибирску, под називом ОКБ-153 (рус. опытно-конструкторское бюро), а за главног конструктора постављен је О. К. Антонов. Главни задатак овог конструкционог бироа је био развој и производња пољопривредног авиона. Реализован је под називом Ан-2, с првим изведеним летом 31. августа 1947. Према концепцији двокрилца и платненој оплати, примењеној на авиону, стручњаци института ЦАГИ су имали велику резерву. Чак су одбили да верификују прорачуне за аеродинамику и структуру.  Стручњаци на западу су такође прве слике овог двокрилца гледали и коментарисали с неверицом, јер је доба авиона двокрилаца за њих већ била давна прошлост. Међутим, развој догађаја их је све заједно демантовао. Авион Ан-2 је током наредних десетина година постао најбројнији транспортни авион на свету након Другог светског рата. Уз то, овај једномоторни двокрилни авион има простор за терет и носивост скоро исту као и двомоторни Даглас DC-3, са изузетно кратком стазом полетања и слетања и на обичној њиви.
По оснивању, фирма је имала мањак капацитета за масовну производњу авиона, што је била последица совјетске индустријске стратегије да се војна постројења поделе у више региона унутар Совјетског Савеза. Оваква расподела је уведена како би се минимизирали губици у случају потенцијалне ратне опасности. Као резултат тога, Антонови авиони су се развијали и производили и у фабрикама у Харкову (Украјина), Новосибирску (Русија) и Ташкенту (Узбекистан).

### Кијев 1952.
У лето 1952. ОКБ се преселио у Кијев и крајем 1953. је добио тежак задатак да развије војни транспортни авион с два турбо-елисна мотора. У решавању тога задатка је произашао авион Ан-8, који је полетео 11. фебруара 1956. године. Развоји авиона Ан-10 и Ан-12 су започети 1955. Антонов је пројектовао Ан-10, за замену авиона Ан-8, који није задовољио потребе наручиоца, па је произведен у малој серији. За разлику од њега авион Ан-10 је имао труп с потпуно кружним пресеком, што је у технолошком погледу било много повољније. Опремљен је са четири мотора од по 2 983 kW (4000 КС), а у кабинама за посаду и путнике, под притиском, је било места за посаду од 5 чланова и 84 путника. Прототип је полетео 7. марта 1957. Авион Ан-12 је превезао свој први транспорт терета децембра исте године.
По налогу Владе СССР-a ОКБ-153 је 1956. године почео да развија авион Ан-14, који је полетео 14. марта 1958. Током периода, од 1957. до 1959. рађено је и на развоју путничког авиона Ан-24. 1959. Производња авиона је започела у Гостомелу поред Кијева, где је направљен и центар за испитивање у лету. За 30 година израђен је комплекс објеката, са могућностима упоредивим са водећим центрима европских држава. Крајем 1960. године, покренут је развој авиона Антонов Ан-22 „Антеј“ који је уједно и први светски широкотрупни авион. Први лет „Антеја“ је изведен 27. фебруара 1965. Овај велики теретни авион који има распон крила од 64,40 m, дужину 57,8 m, опремљен је с четири турбо-елисна мотора Кузњецов од по 11 185 kW (15 000 КС) с двоструким елисама што му је омогућавало постизање максималне брзине од 740 km/h и долет од око 5 000 km, носивост око 80 тона. Био је предвиђен за војни транспорт, с могућношћу превоза свих врста тенкова и ракета у совјетском наоружању. Поставио је неколико, пажње вредних, светских рекорда признатих од Међународне ваздухопловне федерације. Три године раније, 1962. пројектанти авиона Ан-12 су награђени Орденом Лењина, а Олег Константинович Антонов је унапређен у генералног конструктора.

### Седамдесете и осамдесете
Седамдесетих година 20. века, је отпочет пројекат вишенаменског авиона Ан-28, чији је прототип полетео 29. јануара 1973. Биро је почео и развој свог првог авиона опремљеног с мотором на турбо-млазни погон Ан-72, чији је прототип полетео 31. августа 1977. На истој основи је развијен и Ан-74, који је полетео шест година касније, 29. септембра 1983. У овом периоду, од 1971, започет је развој транспортног авиона великог долета, за превоз великог терета, авион Ан-124 „Руслан“, тада највећег авиона на свету. На његовом развоју је рађено од 1977, а полетео је тек 26. децембра 1982. Први серијски авиони Ан-124 „Руслан“ су се почели уводити у оперативну употребу, у јединице транспортне авијације совјетског ваздухопловства, средином 1986. Овај див, са четири турбо-вентилаторска мотора Лотар D-18T (потиска 240 kN), изузетних је димензија, масе и перформанси. Распон крила је 73,3 m, дужина 69,5 m, а висина 22 m, док највећа маса у полетању, с корисним теретом од 150 тона, износи 405 тона, а брзина у хоризонталном лету од 800-850 km/h.
Средином девете декаде 20. века, 4. априла 1984. умро је главни конструктор Олег Антонов, али је његов конструкторски биро сачувао то име, из кога ће и даље излазити авиони антонов који изазивају дивљење широм света. На његово место, главног конструктора, дошао је Петар Васиљевич Балабуев.
Исте године, компанија је почела са израдом универзалног транспортног авиона Ан-225 „Мрија“, који је првобитно развијан за потребе совјетског свемирског програма, првенствено за транспорт орбитера спејс-шатла Буран и компонената совјетске ракете носача „Енергија“. Овај авион је произведен само у једном примерку, а полетео је 21. децембра 1988. Лет са Бураном је изведен маја наредне године у Бајконуру, а у јуну је носећи Буран, учествовао на међународном аеро-митингу у Буржеу, покрај Париза, Француска. Данас, услуге комерцијалног транспорта великих количина терета с авионом Ан-225 нуди авио-транспортно предузеће АНТК - Антонов, које је основано 1989. године.

### Деведесете
Деведесете године су године распада Совјетског Савеза. Украјина је постала независна држава и заједно с тиме се променила и судбина компаније. Формално је укинут и програм спејс-шатла „Буран“, 1993. године. Како је Ан-225 имао првенствену намену у свемирском програму, потреба за наставком производње овог огромног авиона је престала да постоји. Антонов Ан-225 Мрија (на руском језику „Сан“), авион који је уписан у Гинисову књигу рекорда пошто држи 240 ФАИ рекорда, провео је осам година испред хангара у Кијеву. Да би се тек средином 2001. поново вратио у употребу превоза екстра великих терета. У међувремену се за њега појавио и нови интерес. Заинтересовала се Европска свемирска агенција - ЕСА, за задатке у оквиру почетне његове намене, авиона носача свемирских летелица.
Током деведесетих година, АНТК Антонов је развијао транспортне авионе средњег долета Ан-70, вишенаменске лаке авионе Ан-38 и нови авион за регионални саобраћај Ан-140. Прототипови ових авиона су полетели, током 90-их година, редом 16. децембра и 23. јуна, 1994. и 17. септембра 1997. Почетком новог миленијума, започет је развој новог регионалног путничког авиона, с турбо-млазним погоном, Ан-148, чији је прототип полетео 17. децембра 2004. године.
У свом веку постојања организација је променила неколико назива:
- Огранак ОКБ-115 А. С. Јаковљева у Новосибирску (1945)
- ОКБ-153 (1946 — 1952)
- ГСОКБ-473 у Кијеву (1952 — 1966)
- Кијевски МЗ (1966 — 1983)
- ОКБ им О. К. Антонова (1983 — 1989)
- АНТК Антонов (од 1989)

## Авиони
Списак авиона конструкционог бироа Антонов.
| Ознака типа                                                                                         | Варијанте и назив типа      | Први лет           | Намена                                                   | Производња        |
| Пројекти по оснивању бироа 1946.                                                                    |                             |                    |                                                          |                   |
| Антонов М                                                                                           |                             | 1947.              | Борбени ловачки авион на млазни погон                    | Експериментални   |
| | Е-153, (рус. Э-153)              | 1948.              | Једрилица заснована на ловцу Анонов М                    |                   |
| ВП - Б                                                                                              | (рус. )                     | 1950.              | Пројекат беспилотне летелице за транспорт                | Експериментални   |
| Ли-2В                                                                                               |                             |                    | Варијанта авиона Ли-2 са мотором АШ-62ИР                 | 5 примерака       |
| Р                                                                                                   |                             |                    | Десантно-транспортни авион (до 30 војника)               | Пројекат          |
| ДТ 5/8                                                                                              |                             | 1951.              | Пројекат авиона за превоз војника                        | Пројекат          |
| Антонов АЕ                                                                                          |                             | 1954.              | Штабни, лаки авион за везу                               |                   |
| | Антонов А-6                 |                    | Модификација авиона АЕ за развој спортског вазд.         | Пројекат          |
| Авиони Антонова засновани на Ан-2.                                                                  |                             |                    |                                                          |                   |
| Антонов Ан-2                                                                                        | Кукурузник, НАТО - (енгл. ) | 31. 8. 1947.       | Једномотрони, вишенаменски двокрилац                     | Серијски (18 000) |
| | Ан-2А                       | 1961.              | Авиона за борбу против балона (АДА)                      | Пројекат          |
| | Ан-2В                       | 1951.              | Вишенаменски хидро-авион                                 |                   |
| | Ан-2М                       | 1964.              | Авион за намену у пољопривреди                           |                   |
| | Ан-2Ф                       | 1949.              | Аеро-фото снимање и корекција артиљеријске ватре         |                   |
| | Ан-3                        | 1958.              | Варијанта Ан-2 са турбоелисним мотором                   |                   |
| Антонов Ан-3                                                                                        |                             |                    | Вишенаменски авион заснован на Ан-2                      | Серијски (25)     |
| | Ан-3 СХ                     | 13. 5. 1980.       | Пољопривредни, (рус. сельско-хозяйственный)                                   |                   |
| | Ан-3 Т                      | 19. 2. 1998.       | Лаки транспортни авион                                   |                   |
| Антонов Ан-4                                                                                        | Ан-2 ЗА                     | 31. 7. 1951.       | Хидро авион за метеорологију, заснован на Ан-2           |                   |
| Антонов Ан-6                                                                                        | Ан-2 В                      | 21. 3. 1948.       | Метеоролошка верзија Ан-2 за извиђање времена            |                   |
| Прва серија великих транспортних авиона Антонова: Ан-8, Ан-10 и Ан-12.                              |                             |                    |                                                          |                   |
| Антонов ЈУ                                                                                          | (рус. )                     | 1955.              | Десантно-транспортни авион (до 200 војника)              | Пројекат          |
| Антонов Ан-8                                                                                        | НАТО - (енгл. )             |                    | Први у серији великих транспортни авион                  |                   |
| | Ан-8П                       | 11. 2. 1956.       | Први тип авиона Ан-8, намењен за војни транспорт         | Серијски (151)    |
| | Антонов Н                   | 1955.              | Путнички авион, верзија Ан-8                             | Пројекат          |
| | Ан-8М                       | 1958.              | Војни противбродски авион                                | Пројекат          |
| | Ан-8ПС                      | 1958.              | Авион за трагање и спашавање                             | Пројекат          |
| | Ан-8Т                       | 1959.              | Авио-цистерна 2x5.300l, (рус. топливовоз)                           | Експериментални   |
| | Ан-8Ш                       | 1960.              | Школско-борбени авиони                                   | Пројекат          |
| | Ан-8РУ                      | 1963.              | Са бустерима СПРД-159                                    | Прототип (1)      |
| Антонов Ан-10                                                                                       | Украина, НАТО - (енгл. )    | 7. 3. 1957.        | Путнички авион са турбо-елисним моторима                 | Серијски (108)    |
| | Ан-10А                      |                    | Верзија путничког са 100 седишта                         | Серијски          |
| | Ан-10АС                     |                    | Карго верзија Ан-10А                                     |                   |
| | Антонов Ан-16               | 1957.              | Верзија Ан-10А са 130 седишта                            | Пројекат          |
| | Ан-10ТС                     | 1959.              | Војно-транспортна или амбулантна варијанта               | 11 примерака      |
| | Ан-10Б                      | 1962.              | Верзија Ан-10А са 132 седишта                            | Прототип (1)      |
| | Ан-10В                      | 1963.              | Верзија Ан-10А са 174 или 128 седишта                    | Пројекат          |
| | Ан-10КП                     | 1970.              | Војни авион за контролу из ваздушног простора            | Прототип (1)      |
| Антонов Ан-12                                                                                       | Ан-12Т, НАТО - (енгл. )     | 7. 3. 1957.        | Врло успешан транспортни авион                           | Серијски (1240)   |
| | Ан-12А                      | 1961.              | Ан-12 са носивошћу до 20 тона                            | Серијски (155)    |
| | Ан-12Б                      | 1963.              | Ан-12 са додатним резервоарима                           | Серијски          |
| | Ан-12Б-30                   | 1963.              | Ан-12Б са носивошћу до 30 тона                           | Пројекат          |
| | Ан-12П                      |                    | Ан-12 са додатним резервоарима                           |                   |
| | Ан-12БК                     | 1966.              | Развојна верзија авиона Ан-12Б са долетом 6.300 km         | Серијски          |
| | Ан-12Б-ПП                   | 1970.              | Електронско ометање авиона и земаљских уређаја           | Серијски (27)     |
| | Ан-12БК-ППС                 | 1971—74.           | Електронско ометање авиона и земаљских уређаја           | Серијски (19)     |
| | Ан-12Т или Ан-12БКТ         | 1961.              | Авио-цистерна, напајање авиона горивом у лету            | Експериментални   |
| | Ан-12ПС                     | 1969.              | Авион за трагање и спашавање                             | Прототип (1)      |
| | Ан-12ПЛ                     | 1961.              | Верзија са скијама на стајним органима                   | Прототип (2)      |
| | Ан-12БКВ                    | 1969.              | Бомбардерски и авион за електронско ометање.             |                   |
| Антонов Ан-40                                                                                       |                             | 1965.              | Војни транспортни авион заснован на Ан-12Д               | Пројекат          |
| | Ан-40 ПЛО                   | 1964.              | Авион са ПЛО системом                                    | Пројекат          |
| | Антонов Ан-42               |                    | Варијанта авиона Ан-40                                   | Пројекат          |
| Авиони Антонова засновани на Ан-14 „Пчелица“.                                                       |                             |                    |                                                          |                   |
| Антонов СКВ                                                                                         | (рус. )                     | 1951.              | СТОЛ авион (рус. самолетов короткого взлета)                                       |                   |
| Антонов „Пчела“                                                                                     |                             | 1955.              | Пројекат који је послужио као основа за Ан-14.           | Пројекат          |
| Антонов Ан-14                                                                                       | „Пчелица" (рус. Пчелка)           | 15. 3. 1958.       | Лаки транспортни авион са кратком узлетном стазом.       | Прототип (3)      |
| | Ан-14А, НАТО - (енгл. )     | 1960.              | Серијски произвођен Ан-14, побољшана варијанта           | Серијски (340)    |
| | Ан-14Б                      | 1963.              | Путничка верзија авиона Ан-14А (9 или 11 путника)        | Пројекат          |
| | Ан-14В                      | 1962.              | Варијанта са моторима ГТД-350                            | Пројекат          |
| Антонов Ан-28                                                                                       | Ан-14Л                      | 1963.              | Пројектна варијанта са моторима АИ-14РМ                  | Пројекат          |
| Антонов Ан-28                                                                                       | НАТО - (енгл. )             | 9.1969.            | Серијски произвођен путнички авион                       | Серијски          |
| | Ан-28Б1                     |                    | Војни лаки транспортни авион                             |                   |
| Антонов Ан-30                                                                                       |                             | 10. 1965.          | Са моторима ГТД-350 и повећаном носивошћу.               | Пројекат          |
| | Ан-14М                      | 30. 4. 1969.       | Побољшан Ан-14А, лаки вишенаменски авион.                | Експериментални   |
| Антонов Ан-714                                                                                      |                             | 20. 10. 1970.      | Варијанта Ан-14А намењена за испитивања                  | Експериментални   |
| | Ан-14Ш                      | 1981—83.           | Авио-лаб. за испитивање изградње тешких авиона           | Експериментални   |
| Антонов Ан-38                                                                                       |                             | 24. 6. 1994.       | Путнички авион заснован на Ан-28                         |                   |
| | Ан-38-100                   |                    | Верзија са америчким моторима                            |                   |
| | Ан-38-200                   |                    |                                                          |                   |
| | Ан-38                       |                    | Војни лаки транспортни авион                             |                   |
| Серија средњих транспортних авиона Антонова: Ан-24, Ан-26, Ан-30 и Ан-32.                           |                             |                    |                                                          |                   |
| Антонов Ан-24                                                                                       | НАТО ознака (енгл. )        | 20. 10. 1959.      | Путнички авион са турбо-елисним моторима (32 путн.)      | Експериментални   |
| | Ан-24А                      | 1959.              | Авиони за регионалну вожњу са 44 седишта                 | Серијски (200)    |
| | Ан-24АТ                     | 1962.              | Лаки војно-транспортни авион заснован на Ан-24А          | Пројекат          |
| | Ан-24Б                      | 1960.              | Путнички авион са 48-52 седишта                          | Серијски (400)    |
| | Ан-24                       | 1963.              | Административна, службена варијанта (16—18 путн.)        | Пројекат          |
| | Ан-24РВ                     |                    | Развојна верзија авиона Ан-24Б                           |                   |
| | Ан-24В                      | 1961.              | верзија за извоз Ан-24Б                                  |                   |
| | Антонов 34 или Ан-24Т       | 16. новембра 1965. | Лаки војно-транспортни авион заснован на Ан-24В          | Серијски (165)    |
| | Ан-24РТ                     |                    | Ан-24Т са моторима РУ19А-300                             |                   |
| Антонов Ан-30                                                                                       | Ан-24ФК, НАТО - (енгл. )    | 21. 8. 1967.       | Авион за телеметријска мерења, авио-фото снимање.        | Серијски          |
| | Ан-30А                      |                    |                                                          | Серијски          |
| Антонов Ан-50                                                                                       |                             | 1972.              | Путнички, авион за испитивање на Ан-24РВ.                | Пројекат          |
| Антонов Ан-44                                                                                       |                             | 1978.              | Транспортни авион заснован на основу Ан-24.              |                   |
| Антонов Ан-25                                                                                       |                             | 1958.              | Пројекат авиона за борбу против аеростата.               | Пројекат          |
| Антонов Ан-26                                                                                       | НАТО ознака (енгл. )        | 1957.              | Транспортни авион развијен из путничког Ан-24            |                   |
| | Ан-26                       | 1969.              | Војно-транспортни авион из Ан-24РТ.                      | Пројекат          |
| | Ан-26Б                      | 1981.              | Верзија за превоз робе у контејнерима.                   | Серијски          |
| | Ан-26М „Спаситељ“           |                    | Санитетска верзија за 24 пацијента.                      |                   |
| | Ан-26Ш                      |                    | Школско-борбени авиони                                   |                   |
| | Ан-26РТ                     |                    | Електронско ометање авиона и земаљских уређаја           |                   |
| Антонов Ан-32                                                                                       | НАТО - (енгл. )             | 1976.              | Верзија Ан-26 с турбо-вентилаторским моторима.           |                   |
| | Ан-32Б                      |                    | Верзија с повећаном носивошћу за 500 kg.                   |                   |
| | Ан-32П                      |                    | Авион за гашење пожара                                   |                   |
| Велики транспортни авиони са турбо-елисним моторима носивости преко 50 тона: Ан-22 „Антеј“ и Ан-70. |                             |                    |                                                          |                   |
| Антонов Ан-20                                                                                       |                             | 1958-60.           | Војно транспортни авион, носивости до 40 т.              | Пројекат          |
| | ВТ-22                       | 1960.              | Даљи развој војно транспортног авиона око 50 т.          | Пројекат          |
| Антонов Ан-22                                                                                       | Антеј, НАТО - (енгл. )      | 27. 2. 1965.       | Велики транспортни авион заснован на ВТ-22               | Серијски (44)     |
| | Ан-22 ПЛО                   | 1965—72.           | Пројекат авиона са великим долетом око 30.000 km           | Пројекат          |
| | Ан-22А                      | 1972—73.           | Ан-22 са увећаном носивошћу до 80 тона.                  | Серијски (28)     |
| | Ан-22Р                      | 1969—70.           | Са интерконтиненталним авио-ракетним комплексом          | Пројекат          |
| | Ан-22Ш                      | 70-их.             | Са трупом проширеним на 9,6 метара                       | Пројекат          |
| | Ан-122                      |                    | Са увећаном носивошћу до 120 т и летом од 2.500 km         | Пројекат          |
| Антонов Ан-70                                                                                       |                             | 16. 12. 1994.      | Војно-транспортни за велике количине терета.             | Прототип (2)      |
| | Ан-70Т                      |                    | Цивилна варијанта авиона                                 |                   |
| | Ан-70ТК                     |                    | Путнички авион                                           |                   |
| | Ан-70-100                   |                    | Верзија авиона Ан-70 са 2 уместо 4 мотора.               |                   |
| | Антонов Ан-77               |                    | Ан-70 са моторима иностраних произвођача                 |                   |
| | Антонов Ан-170              |                    | Развојна верзија Ан-70                                   | Пројекат          |
| Средњи транспортни и путнички авиони са млазним погоном.                                            |                             |                    |                                                          |                   |
| Антонов Ан-72                                                                                       | НАТО - (енгл. )             | 31. 8. 1977.       | Транспортни авион са кратком стазом полетања             |                   |
| | Ан-72А                      |                    | Војни транспортни авион                                  |                   |
| | Ан-72АТ                     |                    | Транспортни за превоз стандардних контејнера             |                   |
| | Ан-72В                      |                    | Извозна варијанта                                        |                   |
| | Ан-72С                      |                    | Административна, службена варијанта                      |                   |
| | Ан-72Т                      |                    | Војно-транспортни авион                                  |                   |
| | Антонов Ан-76 или Ан-72П    |                    | Патролни авион                                           |                   |
| Антонов Ан-71                                                                                       | НАТО - (енгл. )             | 12. 7. 1985.       | Авион Ан-72 за контролу из ваздушног простора.           | Прототип (2)      |
| | Антонов Ан-88               |                    | Развојна AWACS верзија Ан-71 (није завршена)             | Пројекат          |
| Антонов Ан-74                                                                                       | НАТО - (енгл. )             | 1983.              | Ан-72 за примену од −60 °C до +45 °C.                    |                   |
| | Ан-74Т-100                  |                    | Транспортни авион                                        |                   |
| | Ан-74Т-200                  |                    | Војно-транспортна варијанта Ан-74 (Египат).              |                   |
| | Ан-74Т-200А                 |                    | Војно-транспортна варијанта Ан-74 (Иран).                |                   |
| | Ан-74ТК-100                 |                    | Путнички авион (конвертибилна варијанта)                 |                   |
| | Ан-74ТК-200                 |                    | Путнички авион (конвертибилна варијанта)                 |                   |
| | Ан-74ТК-300                 |                    | Путнички авион (конвертибилна варијанта)                 |                   |
| Антонов Ан-174                                                                                      |                             |                    | Повећана верзија Ан-74 са моторима испод крила           |                   |
| Антонов Ан-140                                                                                      |                             | 17. 9. 1997.       | Предвиђен као замена за Ан-24 и Ан-26.                   |                   |
| | Ан-140Т                     |                    | Војни транспортни авион                                  |                   |
| | Ан-140ТК                    |                    | Путнички авион (конвертибилна варијанта)                 |                   |
| | Ан-140-100                  |                    | Путнички авион                                           |                   |
| Антонов Ан-148                                                                                      |                             | 17. 12. 2004.      | Млазни путнички авион за међуградске летове              |                   |
| Антонов Ан-178                                                                                      |                             | 7. 5. 2015.        | Млазни теретни авион за међуградске летове и војне сврхе |                   |
| Супер-транспортни авиона Антонова: Ан-124 и Ан-225.                                                 |                             |                    |                                                          |                   |
| Антонов Ан-124                                                                                      | Руслан, НАТО - (енгл. )     | 24. 12. 1982.      | Стратешки војни транспортни авион                        | Серијски          |
| | Ан-124-100                  |                    | Цивилна карго верзија Ан-124                             | Серијски          |
| Антонов Ан-225                                                                                      | Мрија, НАТО - (енгл. )      | 21. 12. 1988.      | Транспортни за превоз великих количина терета            | 1 примерак        |

## Галерија
- Антонов А-15, једрилица сликана 1999. године.
- Антонов А-40, 
 „Летећи тенк“.
- Антонов Ан-2, један од најраспрострањенијих авиона на свету. Познат као Кукурузник.
- Антонов Ан-12, авион за који су пројектанти награђени с орденом Лењина 1962.
- Ан-28, варијанта авиона Антонов Ан-14. Вишенаменски авион из 1973.
- Антонов Ан-24 авио-компаније „Волга Авиа“.
- Антонов Ан-26, српског ратног ваздухопловства сликан на аеро-митингу 13. септембра 2009. год, на аеродрому Батајница.
- Антонов Ан-72, први Антоновљев авион на млазни погон из 1977.
- Антонов Ан-74, наследник Ан-72 развијен 1983.
- Антонов Ан-70, транспортни средњег долета из 1990-их.